# Militant tendency
 (janvier 2018).
Si vous disposez d'ouvrages ou d'articles de référence ou si vous connaissez des sites web de qualité traitant du thème abordé ici, merci de compléter l'article en donnant les références utiles à sa vérifiabilité et en les liant à la section « Notes et références ».
Militant tendency est un courant politique britannique fondé en 1964 autour du journal Militant par des militants trotskystes. Militant s'est spécialisé dans l'entrisme au sein du Parti travailliste et a atteint le maximum de son influence au début des années 1980. À partir de 1982-1983, la direction du Labour s'est employée à exclure les dirigeants de Militant, qui a ensuite été victime de ses propres divisions. La tendance de Peter Taaffe a quitté le Labour et s'est rebaptisée en 1997 Parti socialiste, tandis que celle de Ted Grant et Alan Woods a continué sa stratégie d'entrisme et pris le nom de Socialist appeal.

## Ted Grant et la fondation du mouvement
Vétéran du mouvement depuis les années 1920, celui-ci avait déjà un long passé dans la Workers' International League et dans le RCP dont il fut un des principaux théoriciens. La tendance « Militant » s’est distinguée dès le départ par l'importance accordée à la formation théorique de ses membres. Alors que la quasi-totalité du mouvement révolutionnaire attend une révolution imminente (suivant en cela les pronostics de Trotsky), Grant et ses collaborateurs ont rapidement compris que le stalinisme était en train de se renforcer considérablement et que la croissance économique allait également renforcer pour toute une période historique le poids des partis réformistes et sociaux-démocrates. C’est cette analyse qui fonde l’orientation générale de Militant vers le Parti travailliste et un entrisme de longue durée.
Plus tard, Grant et la tendance Militant généralisent l’analyse trotskyste du stalinisme et expliquent pourquoi et comment des régimes nationalistes petits-bourgeois des anciennes colonies, pourtant fortement hostiles au mouvement ouvrier, ont été capables d'exproprier le capitalisme et de construire des États sur le modèle de l'URSS ou de la Chine. Ceci concerne Cuba, mais aussi la Syrie l'Irak, le Yémen, l'Angola et le Mozambique, la Birmanie, etc.
À l'époque où les principaux courants révolutionnaires se réclamant du trotskisme ont le vent en poupe (les effectifs de la Quatrième Internationale ont été multipliés par 10 entre 1968 et 1975) la tendance Militant persiste à les considérer comme des « sectes » politiquement faillies.

## Prise d'ampleur et dissensions avec les travaillistes
Après avoir été marginalisée pendant toutes les années 1960 et 1970, au plus fort de l'expansion de la vague « gauchiste », essentiellement basée sur les milieux étudiants, la Tendance Militant devient à la fin des années 1970 la principale force révolutionnaire au Royaume-Uni. Le choix fait par Militant de s'enraciner dans le Parti travailliste porte enfin ses fruits. Trois de ses membres sont élus députés – affichant clairement leur qualité de supporters du journal. Militant prend également le contrôle des jeunesses travaillistes (il allait le conserver près de vingt ans). Sur le plan syndical, Militant obtient le contrôle du CPSA, le plus important syndicat d'employés des services publics. À cette époque, les forces accumulées par la Tendance Militant ont un poids sans commune mesure avec celui des groupes comparables dans le reste de l'Europe.
En 1983, les membres du comité de rédaction de Militant en ont été exclus, suivis par quelques centaines de membres (sur environ 8 000). Dans l'immédiat, cette situation nouvelle ne modifie pas sensiblement l'orientation générale de la tendance. En 1984-85, lors de la grande grève des mineurs, Militant recrute 400 d'entre eux.

## Bras de fer avec Margaret Thatcher
Surtout, au milieu des années 1980, Militant anime une équipe de la gauche travailliste remportant la majorité à la mairie de Liverpool. Cette victoire sans précédent (et inédite depuis dans toute l'Europe) permet une série de réalisations sociales considérables pour une municipalité. Margaret Thatcher réagit, engageant un bras de fer de cinq ans avec le conseil municipal, ponctué de grèves générales dirigées par Militant et impliquant plus de 30 000 salariés de la ville.[non neutre]
La lutte contre l'impôt par tête (poll tax) est restée un des plus grands succès de la tendance, qui incitait les gens à refuser de payer ce nouvel impôt. En Écosse, la campagne prend un tour massif, le rôle central étant joué par Tommy Sheridan, un militant charismatique et combatif qui est emprisonné pour avoir refusé de payer la poll tax. Il est loin d'être le seul : alors que 18 millions de britanniques suivent les consignes de non-paiement, les supporters du Militant sont emprisonnés par dizaines. La Fédération nationale contre l'impôt par tête, qu'ils dirigent, appelle à une manifestation de masse qui rassemble plus de 250 000 personnes à Londres. Finalement, la campagne contre la poll tax obtient totale satisfaction après deux ans de lutte : l'impôt est retiré et Margaret Thatcher, doit quitter le pouvoir.
À partir de ce moment, Militant est installé durablement à la « une » des médias et devient la bête noire de la droite et de la bureaucratie du Parti travailliste. Cette dernière exclut de ses rangs les députés qui n'ont pas payé l'impôt par tête.
La campagne contre la poll tax a d'une part provoqué un choc très violent avec la direction travailliste mais aussi amené à la tendance un nombre considérable de sympathisants qui ne se reconnaissaient pas dans le parti. C'est particulièrement épineux en Écosse, où les supporters de Militant ont une audience de masse dans certains secteurs de la jeunesse radicalisée influencée par les idées nationalistes. Il est alors décidé d'opérer le lancement d'une organisation publique, Scottish Militant.
C'en est trop pour une partie de la direction de la tendance — en particulier Ted Grant et Alan Woods — qui s'oppose à toute sortie du Parti travailliste. Ils sont exclus mais conservent une majorité dans les partisans internationaux du Militant et éditent depuis [réf. nécessaire] le site « In defense of marxism ».

## Une certaine évolution
En Grande-Bretagne, Militant se transforme en Militant Labour (Travaillisme militant). Militant Labour modifie de manière substantielle ses positions sur la place à donner à la lutte contre l'extrême droite et contre les oppressions spécifiques (racisme, sexisme, homophobie…).
Le Committee for a workers international (CWI), fondé en 1974, qu'il anime décide lui de prendre une initiative publique de grande ampleur en lançant un mouvement international de jeunes : Youth Against Racism in Europe (Jeunes contre le racisme en Europe/JRE). Celui-ci convoque une manifestation à Bruxelles en 1992, rassemblant près de 10 000 jeunes. Les participants, dont 90 Français des Jeunesses communistes révolutionnaires, sont enthousiasmés. Cette manifestation sera en quelque sorte le lancement de blockbuster en Belgique (principale campagne antifasciste des années 1990 et 2000).
La nouvelle politique « ouverte » de Militant Labour et du CWI lui permettent de recruter un nombre significatif de cadres provenant d'autres horizons politiques[réf. nécessaire]. Les Jeunesses communistes révolutionnaires/Gauche révolutionnaire de France rejoignent le Comité pour une internationale ouvrière. Dirigeant des JCR, Raymond Debord coopté au Comité exécutif international du CWI ainsi que Murray Smith (alias David Cameron). En Grande-Bretagne, un petit groupe conduit par Phil Hearst (alias Clarke), dirigeant de premier plan du Secrétariat Unifié de la Quatrième internationale fait de même.
La section britannique est renommée Socialist Party et jouit d'une influence non négligeable sur certains milieux syndicaux et étudiants dans lesquels il joue un rôle d'avant-garde dans la lutte contre l'austérité (2011)[réf. nécessaire].

## Militant Tendency aujourd'hui
Aujourd’hui, les héritiers du Militant se répartissent en trois blocs :
- Le Comité pour une Internationale ouvrière, dont la section française est la Gauche révolutionnaire (GR), rentrée dans le Nouveau Parti anticapitaliste en 2009 ;
- La Tendance marxiste internationale, dont la section française est Révolution. Cette organisation publie la revue Revolution. Révolution se réclame des idées de Karl Marx, Friedrich Engels, Lénine et Trotsky ainsi que de Ted Grant ou Alan Woods. Elle milite donc pour le renversement du capitalisme et l'établissement d'une société socialiste basée sur la propriété collective des moyens de production. Ces militants ne cherchent pas à créer un courant en dehors des grandes organisations de masse mais, au contraire, a réinjecter les idées du marxisme en leur sein. ;
- Le Worker's international network, dont la section française est le groupe Le Militant.